# Al-Nasheed Al-Watani
L'hymne national du Koweït a été écrit par le poète Aḥmad Mishārī al-ʻAdwānī, et sa musique a été composée par Ibrāhīm al-Ṣūla, qui a été arrangée par Aḥmad ʻAli. Il est utilisé depuis 1978 après avoir remplacé l'hymne précédent, « Salut à l'émir ».

## Paroles

### Paroles en arabe
| Écriture arabe | Écriture latine | Transcription API |
| --- | --- | --- |
| وطني الكويت سلمت للمجد وعلى جبينك طالع السعد :جوقة وطني الكويت سلمت للمجد وعلى جبينك طالع السعد وطني الكويت وطني الكويت وطني الكويت سلمت للمجد يا مهد آباءالأولو كتبوا سفرالخلود فنادت الشهب الله أكبر إنهم عرب طلعت كواكب جنة الخلد جوقة بوركت يا وطني الكويت لنا سكنا وعشت على المدى وطنا يفديك حر في حماك بنى صرح الحياة بأكرم الأيدي جوقة نحميك يا وطني وشاهدنا شرع الهدى والحق رائدنا وأميرنا للعز قائدنا رب الحمية صادق الوعد جوقة | Waṭanī al-Kuwayta salimta lil-majdi Wa-ʻalā jabīnika ṭāliʻa as-saʻdi Jawqa: Waṭanī al-Kuwayta salimta lil-majdi Wa-ʻalā jabīnika ṭāliʻa as-saʻdi Waṭanī al-Kuwayta, waṭanī al-Kuwayta Waṭanī al-Kuwayta salimta lil-majdi Yā mahdu ābāl al-ūlā katabū Sifr al-khulūdi fa-nādat ash-shuhubu Allāhu akbaru innahum ʻarabu Ṭalaʻat Kawākibu jannati al-khuldi Jawqa Būrikta yā waṭanī al-Kuwayta lanā Sakanan wa-ʻashta ʻalā al-mada waṭanan Yafdika ḥurrun fī ḥimāka banā Ṣarhu al-ḥayati bi-akrami al-aydī Jawqa Naḥmīka yā waṭanī wa-shāhidunā Sharʻu al-huda wal-ḥaqqu rāidunā Wa-Amīrunā lil-izzi wāidunā Rabbu al-ḥamiyati ṣādiqu al-waʻdi Jawqa | [wɑ.tˁɑ.nɪː‿l.ku.wæj.tæ sæ.lɪm.tæ lɪ‿l.mæd͡ʒ.di] [wɑ ʕɑ.læː d͡ʒæ.biː.ni.kæ tˁɑː.lɪ.ʕɑ‿s.sɑʕ.di] [d͡ʒɑw.qɑ] [wɑ.tˁɑ.nɪː‿l.ku.wæj.tæ sæ.lɪm.tæ lɪ‿l.mæd͡ʒ.di] [wɑ ʕɑ.læː d͡ʒæ.biː.ni.kæ tˁɑː.lɪ.ʕɑ‿s.sɑʕ.di] [wɑ.tˁɑ.nɪː‿l.ku.wæjt wɑ.tˁɑ.nɪː‿l.ku.wæjt] [wɑ.tˁɑ.nɪː‿l.ku.wæj.tæ sæ.lɪm.tæ lɪ‿l.mæd͡ʒ.di] [jæː mæh.dæ ʔæː.bæː.ʔɪ‿l.ʔuː.læː kæ.tæ.buː] [sɪfr æl.xʊ.luː.di fæ.næː.dæt ɪʃ.ʃu.hu.bu] [ɑɫ.ɫɑː.hu ʔæk.bɑ.ru ʔɪn.næ.hʊm ʕɑ.rɑ.bu] [tˁɑ.lɑ.ʕɑt kæ.wæː.ki.bu d͡ʒæn.næ.tɪ‿l.xʊl.di] [d͡ʒɑw.qɑ] [buː.rɪk.tæ jæː wɑ.tˁɑ.nɪː‿l.ku.wæj.tæ læ.næː] [sæ.kæ.næn wɑ ʕɪʃ.tɑ ʕɑ.lɪː‿l.mæ.dæ wɑ.tˁɑ.næn] [jæf.diː.kæ ħʊr.rʊn fiː ħɪ.mæː.kæ bæ.næː] [sˁɑr.hɑ‿l.ħɑ.jæ.ti bi.ʔæk.rɑ.mɪ‿l.ʔæj.diː] [d͡ʒɑw.qɑ] [nɑħ.miː.kæ jæː wɑ.tˁɑ.niː wæ ʃæː.hi.du.næː] [ʃɑr.ʕʊ‿l.hʊ.dæ wæ‿l.ħɑq.qʊ rɑː.ʔi.du.næː] [wæ ʔæ.miː.rʊ.næː lɪ‿l.ʕɪz.zɪ qɑː.ʔi.du.næː] [rɑb.bʊ‿l.ħɑ.mi.jæ.tɪ sˁɑː.dɪ.qʊ‿l.wɑʕ.di] [d͡ʒɑw.qɑ] |

### Traduction en français
Mon pays Koweït rendis pour gloire
Et sur ton front est un présage de fortune.
Refrain :
Mon pays Koweït rendis pour gloire
Et sur ton front est un présage de fortune.
Mon pays Koweït, mon pays Koweït
Koweït, Koweït, Koweït mon pays
Ô berceau des ancêtres destinés,
Qui ont écrit le livre d'éternité.
Ce sont bien des arabes : « Dieu est le plus grand ! »
Éternelles sont les planètes célestes.
Refrain
Béni soit ma patrie Koweït, pour nous,
Tu vivais paisiblement sur l'étendue de la patrie
Gardé librement sous ta protection pour construire
Un palais de vie aux armes les plus généreuses.
Refrain
Protégeons, ô ma patrie ! Notre pionnier,
La loi de la guidance et de la vérité.
Et notre emir, notre puissant chef,
Le maître de ma protection fidèle à sa promesse.
Refrain